# Nectria phormiicola
Nectria phormiicola är en svampart som beskrevs av Samuels 1976. Nectria phormiicola ingår i släktet Nectria och familjen Nectriaceae.   Inga underarter finns listade i Catalogue of Life.